# Frank Caeti
Franklin "Frank" Caeti (Chicago, 11. kolovoza 1973.), američki je glumac.

## Vanjske poveznice
- Frank Caeti u internetskoj bazi filmova IMDb-u (engl.)